# Ilha do Mangabal
A Ilha do Mangabal é uma ilha lacustre artificial localizada no reservatório da Usina Hidrelétrica de Três Marias, no município de Felixlândia, no estado de Minas Gerais, Brasil. A ilha foi originada pela inundação do terreno circundante pelas águas do reservatório da usina, cuja construção iniciou-se em 1952 e entrou em operação em 1968.

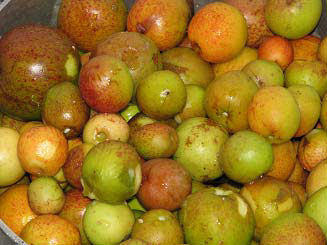
Mangaba, fruto que dá nome à ilha.

O nome da ilha refere-se à mangaba, fruto da mangabeira, típico do cerrado e ainda encontrado na região. 

## Dados gerais
A Ilha do Mangabal localiza-se a 18 quilômetros de São José do Buriti, distrito de Felixlândia. A ilha possui formato circular e relevo predominantemente plano. O ponto culminante da ilha está a uma cota de 585 metros de altitude em relação ao nível do mar.
Existem 48 famílias residentes na ilha, com 120 pessoas, todas as quais são alfabetizadas. Quem não reside na ilha pode hospedar-se em uma das duas pousadas particulares que funcionam no local.
O acesso à ilha pela estrada vicinal de Felixlândia é realizado por uma ponte construída na represa sobre um aterro.  Existe uma portaria, que funciona 24 horas por dia e a entrada de visitantes que não moram na ilha depende de permissão prévia. Além das pousadas, estão instalados na ilha estabelecimentos comerciais, como restaurantes, bares e área de acampamento. Há também atividades agrícolas e relacionadas a pesca.